# Назаров, Игорь Михайлович
Игорь Михайлович Назаров (26 декабря 1928, Воронеж — 19 мая 2005) — российский геофизик, доктор физико-математических наук, профессор, лауреат Государственной премии СССР, заслуженный деятель науки РФ.

## Биография
Родился 26 декабря 1928 г. в Воронеже.
Окончил Московский геологоразведочный институт (1953, с отличием, по специальности инженер-геофизик) и его аспирантуру (1957).
С 1957 по 1990 г. работал в Институте прикладной геофизики им. академика Е. К. Федорова АН СССР: инженер, младший научный сотрудник, старший научный сотрудник, заместитель директора по научной работе.
С января 1991 г. первый заместитель директора Института глобального климата и экологии Росгидромета и Российской академии наук.
Умер 19 мая 2005 г. после тяжёлой продолжительной болезни.

## Награды и звания
Доктор физико-математических наук, профессор.
Государственная премия СССР 1979 года (в составе коллектива) — за разработку дистанционного аэрогаммаспектрального метода поиска полезных ископаемых и исследования радиоактивного загрязнения.
Заслуженный деятель науки РФ (1999). Награждён орденом Почёта (2004).

## Сочинения
Автор более 300 научных работ, включая 9 монографий, 19 изобретений в области геофизики, охраны окружающей среды, экологии, климатологии.
- Основы дистанционных методов мониторинга загрязнения природной среды / И. М. Назаров, А. Н. Николаев, Ш. Д. Фридман. — Л. : Гидрометеоиздат, 1983. — 280 с. : ил.; 22 см;
- Дистанционные и экспрессные методы определения загрязнения окружающей среды [Текст] / И. М. Назаров, А. Н. Николаев, Ш. Д. Фридман. — Москва : Гидрометеоиздат. Моск. отд-ние, 1977. — 194 с. : ил.; 22 см.
- Мониторинг загрязнения снежного покрова / В. Н. Василенко, И. М. Назаров, Ш. Д. Фридман. — Л. : Гидрометеоиздат, 1985. — 181 с. : ил.; 22 см;
- Основы гамма-спектрометрии природных сред / Р. М. Коган, И. М. Назаров, Ш. Д. Фридман. — 3-е изд., перераб. и доп. — М. : Энергоатомиздат, 1991. — 232,[1] с. : ил.; 21 см; ISBN 5-283-09022-9 :